# Ibrahim Al-Shokia
Ibrahim Al-Shokia (ur. 30 czerwca 1975) – saudyjski piłkarz występujący podczas kariery na pozycji obrońcy.

## Kariera klubowa
Ibrahim Al-Shokia podczas kariery występował w klubach An-Nassr i Al-Faisaly Harmah.

## Kariera reprezentacyjna
Ibrahim Al-Shokia występował w reprezentacji Arabii Saudyjskiej w latach dziewięćdziesiątych.
W 1999 wystąpił w Pucharze Konfederacji. Na tym turnieju był rezerwowym i nie wystąpił w żadnym meczu.